# Pol Molins
Pol Molins Calderón (El Masnou, 4 febbraio 1999) è un cestista spagnolo.